# Умеренный фронт
Умеренный фронт - атмосферный фронт, разделяющий южную умеренную воздушную массу и северную умеренную воздушную массу. На нём развиваются циклоны умеренных широт, также как на арктическом (антарктическом) и полярном фронте. Умеренный фронт более выражен летом. Его можно отнести к главным фронтам, но многие умеренный фронт не признают, так как у него нет собственного струйного течения. Он может примыкать как к струйному течению арктического фронта, так и к струйному течению полярного фронта, в зависимости от того, какое из них на данный момент шире. В отечественной классификации умеренного фронта нет, так как южную умеренную воздушную массу и северную воздушную массу объединяют в единую умеренную воздушную массу. При такой классификации, умеренным фронтом также называют полярный фронт.